# Dominic MacHale
Dominic MacHale ist ein irischer Schauspieler.

## Leben und Karriere
MacHale ist der Sohn des Mathematikers und Autors Des MacHale. Er studierte Mikrobiologie am University College Cork (UCC). Vor seiner Karriere im Film und Fernsehen war er im Theater aktiv. Sein Filmdebüt gab er 2016 in dem Film The Young Offenders. Diese Rolle übernahm er auch in der seit 2018 produzierten Fernsehserie. Anschließend war er 2017 in dem Kurzfilm Fitzgibbons' Budget Funerals zu sehen. Außerdem trat er im selben Jahr in The School auf. 2021 spielte MacHale in dem Film Hoodwinkers mit.

## Filmografie
Filme
- 2016: The Young Offenders
- 2017: Fitzgibbons' Budget Funerals
- 2021: Hoodwinkers

Serien
- 2015: Ronanism
- 2017: The School
- seit 2018: The Young Offenders